# Кангусу
Кангусу (порт. Canguçu) — муниципалитет в Бразилии, входит в штат Риу-Гранди-ду-Сул. Составная часть мезорегиона Юго-восток штата Риу-Гранди-ду-Сул. Входит в экономико-статистический микрорегион Пелотас. Население составляет 57 924 человека на 2006 год. Занимает площадь 3525,068 км². Плотность населения — 14,8 чел./км².
Праздник города — 27 июня.

## История
Город основан 27 июня 1857 года.

## Статистика
- Валовой внутренний продукт на 2003 составляет 340 069 427,00 реалов (данные: Бразильский институт географии и статистики).
- Валовой внутренний продукт на душу населения на 2003 составляет 6555,05 реала (данные: Бразильский институт географии и статистики).
- Индекс развития человеческого потенциала на 2000 составляет 0,743 (данные: Программа развития ООН).

## География
Климат местности: субтропический.